# Momcził Karailiew
Momcził Karailiew (bułg. Момчил Караилиев, ur. 21 maja 1982 w Sliwenie) – bułgarski lekkoatleta, trójskoczek.

## Osiągnięcia
- 4. miejsce w młodzieżowych mistrzostwach Europy (Bydgoszcz 2003)
- 5. miejsce w halowych mistrzostwach Europy (Madryt 2005)
- 9. miejsce w halowych mistrzostwach świata (Moskwa 2006)
- 11. miejsce podczas mistrzostw świata (Helsinki 2005)
- złoty medal mistrzostw świata wojskowych (Sofia 2009)
- 9. miejsce w mistrzostwach świata (Berlin 2009)
- 3. lokata na Światowym Finale IAAF (Saloniki 2009)
- 14. miejsce w mistrzostwach Europy (Barcelona 2010)
- 5. miejsce w mistrzostwach Europy (Helsinki 2012)
- 4. miejsce podczas mistrzostw Europy (Amsterdam 2016)
- 12. miejsce w halowych mistrzostwach świata (Birmingham 2018)
- 9. miejsce na światowych wojskowych igrzyskach sportowych (Wuhan 2019)

Karailiew dwukrotnie brał udział w igrzyskach olimpijskich: w 2004 roku w Atenach zajął 22. miejsce w eliminacjach i nie awansował do finału, natomiast 4 lata później zajął 11. miejsce (Pekin 2008).
Reprezentant kraju w pucharze Europy i drużynowych mistrzostwach Europy.

## Rekordy życiowe
- trójskok – 17,41 (2009)
- trójskok (hala) – 17,16 (2006)